# テレビ千鳥
『テレビ千鳥』（テレビちどり）は、テレビ朝日系列で2019年4月2日から放送されているバラエティ番組であり、千鳥の冠番組。本項では前身番組の『千鳥の大クセ写真館』（ちどりのおおクセしゃしんかん）も述べる。

## 概要
2018年3月15日に「アメトーーク!」の放送枠で後述の単発特番『千鳥の大クセ写真館』を放送。この特番が好評だったことから、タイトルを『テレビ千鳥』（テレビちどり）に改題して同様に単発で2度（同年6月15日、12月27日）放送。2019年4月2日からレギュラー放送を開始した。同年4月4日（木曜 23:20 - 翌 0:20）にレギュラー化を記念した特番の第3弾が放送され、その後もネオバラエティ枠で不定期に特番が放送されている。
2020年の春改編で放送時間を火曜「ネオバラエティ2」に移動・拡大し、放送。
なお、放送時間移動・拡大後は、最終週の放送は休止となり、関東ローカルで放送される単発番組等で埋め合わせるケースが多い。
2020年の秋改編で放送時間を日曜日 22:25 - 22:55のプライムタイムに移動・全国同時ネットに昇格し、10月11日より放送開始、 同時に字幕放送も開始した。（移動後の前続の番組からの接続は、ステブレレスとなっている）。
2022年の春改編で放送時間を金曜日 0:15 - 0:45（木曜深夜）に移動し放送。再びローカル枠となり、多くの系列局が遅れネットに移行した。朝日放送テレビと北陸朝日放送では移動時点で打ち切られたが、どちらも後にネットを再開している。2023年９月までの月の最終週は『ネオバズ』が放送されたため休止または土曜0:20 - 0:50（金曜深夜）に臨時枠として放送されが、10月より『ネオバズ』の枠終了に伴い、最終週の休止および時間変更が解消された。
TVerのマイリスト登録者数が全バラエティ番組で1位。
企画の大半は大悟発案のものであり、ノブ発案の企画は少ない。

### 千鳥の大クセ写真館
2018年3月15日（木曜日 23:30 - 翌0:30）放送。
千鳥がMCを務める特別企画。ケンドーコバヤシ、高橋茂雄、川島明、田中卓志、狩野英孝、ゆりやんレトリィバァがプライベートで撮影した癖のある写真を持ち寄り、エピソードを披露する。
後半の「写真で見せる東京路地裏大クセ探訪」では、千鳥、狩野、中岡創一の4人が、東京の大都会にひっそりと存在する昔ながらの路地裏でロケを敢行。その模様を千鳥がスタジオで写真とエピソードトークでプレゼンする。
出演者
- 千鳥（大悟・ノブ）
- ケンドーコバヤシ
- 高橋茂雄（サバンナ）
- 川島明（麒麟）
- 田中卓志（アンガールズ）
- 狩野英孝
- ゆりやんレトリィバァ
- 小島瑠璃子
- 中岡創一（ロッチ）

## 放送・配信リスト

### 地上波版

#### パイロット版
| 回    | 放送日                  | 放送内容                 | ゲスト                                                                               | 備考           |                |
| 特 番 | 『テレビ千鳥』          | 『テレビ千鳥』           | 『テレビ千鳥』                                                                       | 『テレビ千鳥』 | 『テレビ千鳥』 |
| ----- | ----------------------- | ------------------------ | ------------------------------------------------------------------------------------ | -------------- | -------------- |
| 特 番 | 6月15日 23:20 - 翌0:20  | 千鳥写真館、千鳥の伝え屋 | 狩野英孝、新川優愛、又吉直樹（ピース）、渡辺直美、竹内由恵（テレビ朝日アナウンサー） |                |                |
| 特 番 | 『テレビ千鳥』          | 『テレビ千鳥』           | 『テレビ千鳥』                                                                       | 『テレビ千鳥』 | 『テレビ千鳥』 |
| 特 番 | 12月27日 23:20 - 翌0:20 | ガマンめし、買い物千鳥   | 狩野英孝、新川優愛、吉村崇（平成ノブシコブシ）                                       |                |                |

#### 月曜深夜時代
| 回    | 放送日                  | 放送内容                                            | ゲスト                                                                                       | 備考                   |                        |
| ----- | ----------------------- | --------------------------------------------------- | -------------------------------------------------------------------------------------------- | ---------------------- | ---------------------- |
| 1     | 04月02日                | 100円だけゲームセンター                             |                                                                                              |                        |                        |
| 特 番 | 『テレビ千鳥SP』        | 『テレビ千鳥SP』                                    | 『テレビ千鳥SP』                                                                             | 『テレビ千鳥SP』       | 『テレビ千鳥SP』       |
| 特 番 | 04月04日 23:20 - 翌0:20 | ガマンキング・オブ・コースターFUJIYAMA、買い物千鳥  | 川島明（麒麟）、小島瑠璃子、吉村崇（平成ノブシコブシ）                                       |                        |                        |
| 2     | 04月09日                | ゴチをやります!                                     | 大西洋平（テレビ朝日アナウンサー）                                                           | [ 注 4 ]               |                        |
| 3     | 04月16日                | 面白新キャラクターを作ろう!                         | 狩野英孝、西田幸治（笑い飯）、山内健司（かまいたち）                                         |                        |                        |
| 4     | 04月23日                | 会議室だけで1本作って下さい!                        | アイクぬわら（超新塾）、高橋一生、斎藤工、滝藤賢一                                           |                        |                        |
| 5     | 04月30日                | ノブの車で海が見たいんじゃ!!                        |                                                                                              |                        |                        |
| 6     | 05月07日                | ノブの車で海が見たいんじゃ!! 完結編                 |                                                                                              |                        |                        |
| 7     | 05月14日                | 日サロで黒く焼きたいんじゃ!                         | 遠山茜子、八鍬有紗                                                                           | [ 注 5 ]               |                        |
| 8     | 05月21日                | DAIGO'Sキッチン                                     |                                                                                              |                        |                        |
| 9     | 05月28日                | 今日だけ浮気OK ノブの欲求不満を解消したいんじゃ!!   |                                                                                              |                        |                        |
| 10    | 06月04日                | 面白新キャラクターを作ろう! 第2弾                   | 飯尾和樹（ずん）、西田幸治（笑い飯）、ユースケ（ダイアン）                                   |                        |                        |
| 11    | 06月11日                | 一番うめぇレモンサワーを作りたいんじゃ!!            | 遠山茜子、八鍬有紗                                                                           |                        |                        |
| 12    | 06月18日                | 可愛いワンちゃんと戯れたいんじゃ!!                  |                                                                                              |                        |                        |
| 13    | 06月25日                | 面白キャラでトークするんじゃ!!                      | 飯尾和樹（ずん）、狩野英孝、西田幸治（笑い飯）、山内健司（かまいたち）、ユースケ（ダイアン） |                        |                        |
| 14    | 07月02日                | DAIGO'Sキッチン 第2弾                               |                                                                                              |                        |                        |
| 15    | 07月09日                | ガマンめし                                          | 佐藤健                                                                                       | [ 注 7 ]               |                        |
| 16    | 07月23日                | スポーツ千鳥                                        |                                                                                              | [ 注 8 ]               |                        |
| 17    | 07月30日                | 海に飛び込みたいんじゃ!!                            | 岩橋良昌（プラス・マイナス）、小宮浩信（三四郎）、中岡創一（ロッチ）                         |                        |                        |
| 18    | 08月06日                | 佐藤健の映画を勝手に宣伝!! ドラクエがしたいんじゃ!! |                                                                                              |                        |                        |
| 19    | 08月13日                | テレ朝夏祭り公開収録                                | 狩野英孝                                                                                     |                        |                        |
| 特 番 | 『テレビ千鳥SP』        | 『テレビ千鳥SP』                                    | 『テレビ千鳥SP』                                                                             | 『テレビ千鳥SP』       | 『テレビ千鳥SP』       |
| 特 番 | 08月15日 23:20 - 翌0:20 | 買い物千鳥、Lemonを歌いたいんじゃ!!                 | 川島明（麒麟）、新川優愛、間宮祥太朗、今井マサキ                                             |                        |                        |
| 20    | 08月27日                | ノブのLemon大反省会                                 | 狩野英孝                                                                                     |                        |                        |
| 21    | 09月03日                | 面白キャラでアーチェリーしたいんじゃ!!              | 狩野英孝、中岡創一（ロッチ）、又吉直樹（ピース）                                             |                        |                        |
| 22    | 09月10日                | 1レースだけ競馬                                     |                                                                                              |                        |                        |
| 23    | 09月17日                | 全部嘘さ!!選手権                                    | 狩野英孝、川島明（麒麟）、矢部太郎（カラテカ）、ユースケ（ダイアン）                         |                        |                        |
| 24    | 10月01日                | 全部初出し 撮り過ぎちゃったんじゃ!!SP               |                                                                                              | [ 注 10 ]              |                        |
| 25    | 10月08日                | 広瀬すずに似合う服を買うんじゃ!!                    |                                                                                              |                        |                        |
| 26    | 10月15日                | はんにゃのコント「スター来日」緊急反省会            | 川島明（麒麟）、シソンヌ、はんにゃ                                                           |                        |                        |
| 27    | 10月22日                | フルーツ千鳥                                        |                                                                                              |                        |                        |
| 28    | 11月05日                | 松茸の新しい食べ方を見つけるんじゃ!!                |                                                                                              |                        |                        |
| 29    | 11月12日                | Mr.大悟リックの超魔術ショー                         |                                                                                              |                        |                        |
| 30    | 11月19日                | 高級レストランに行きたいんじゃ!!                    |                                                                                              |                        |                        |
| 31    | 12月03日                | かめはめ波選手権                                    | 川島明（麒麟）、田島直弥（アイデンティティ）、中岡創一（ロッチ）、又吉直樹（ピース）         |                        |                        |
| 32    | 12月10日                | 美味しいサンマを食べたいんじゃ!!                    |                                                                                              |                        |                        |
| 33    | 12月17日                | 大悟サンタ                                          |                                                                                              |                        |                        |
| 特 番 | 『テレビ千鳥 X'masSP』  | 『テレビ千鳥 X'masSP』                              | 『テレビ千鳥 X'masSP』                                                                       | 『テレビ千鳥 X'masSP』 | 『テレビ千鳥 X'masSP』 |
| 特 番 | 12月22日 22:10 - 23:00  | DAIGO'Sキッチン クリスマスSP                        | 新川優愛、博多華丸（博多華丸・大吉）、渡辺直美                                               |                        |                        |

| 回 | 放送日   | 放送内容                                  | ゲスト                                                               | 備考      |
| -- | -------- | ----------------------------------------- | -------------------------------------------------------------------- | --------- |
| 34 | 01月07日 | コンパの新しいゲームを作るんじゃ!!        | 高野正成（きしたかの）、田渕章裕（インディアンス）、茜子、佐々木まゆ |           |
| 35 | 01月14日 | 面白新キャラクターを作ろう!! 日本シリーズ | 狩野英孝、西田幸治（笑い飯）、ユースケ（ダイアン）                   |           |
| 36 | 01月21日 | 街でエロを見つけるんじゃ!!                |                                                                      |           |
| 37 | 02月04日 | こたつから出とうないんじゃ!!              |                                                                      |           |
| 38 | 02月11日 | ノブからチョコをもらいたいんじゃ!!        |                                                                      |           |
| 39 | 02月18日 | でん悟ろう先生の科学実験ショー            |                                                                      |           |
| 40 | 03月03日 | 駄菓子1つだけしか買わんのじゃ!!           |                                                                      |           |
| 41 | 03月10日 | こっそりデーモン選手権                    | 川島明（麒麟）、中岡創一（ロッチ）、又吉直樹（ピース）、大和田南那   |           |
| 42 | 03月17日 | 撮り過ぎちゃったんじゃ!!SP                |                                                                      | [ 注 11 ] |

#### 火曜深夜時代
| 回 | 放送日   | 放送内容                                 | ゲスト                                                                                             | 備考      |
| -- | -------- | ---------------------------------------- | -------------------------------------------------------------------------------------------------- | --------- |
| 43 | 04月01日 | ノブが頑張る姿を見たいんじゃ!! 演技編    | | [ 注 12 ] |
| 44 | 04月08日 | 格付けをチェックしたいんじゃ!!           | 野上慎平（テレビ朝日アナウンサー）                                                                 |           |
| 45 | 04月15日 | 東京街中さくら探訪                       | |           |
| 46 | 04月22日 | コメンテーター表情選手権                 | 狩野英孝、田中卓志（アンガールズ）、西田幸治（笑い飯）、ユースケ（ダイアン）                       |           |
| 47 | 05月06日 | 人生ゲームで遊びたいんじゃ!!             | |           |
| 48 | 05月13日 | 人生ゲームで遊びたいんじゃ!! 完結編      | |           |
| 49 | 05月20日 | 総集編のつもりがOPトークで1本!!          | 川島明（麒麟）                                                                                     |           |
| 50 | 06月03日 | おうちで笑おうSP                         | |           |
| 51 | 06月10日 | 番組DVDを宣伝したいんじゃ!!              | 狩野英孝、川島明（麒麟）、徳井健太（平成ノブシコブシ）                                             |           |
| 52 | 06月17日 | 心に響く言葉選手権                       | 川島明（麒麟）、小宮浩信（三四郎）、中岡創一（ロッチ）、又吉直樹（ピース）、山内健司（かまいたち） |           |
| 53 | 06月24日 | マリオカートをやりたいんじゃ!!           | |           |
| 54 | 07月01日 | アメトーーク!大反省会                    | 平子祐希（アルコ&ピース）、金田哲（はんにゃ）                                                      |           |
| 55 | 07月08日 | 花冠を作りたいんじゃ!!                   | |           |
| 56 | 07月15日 | ガマン花火                               | |           |
| 57 | 07月22日 | 顔面テープ選手権                         | 川島明（麒麟）、田中卓志（アンガールズ）、中岡創一（ロッチ）                                       |           |
| 58 | 08月05日 | 平子&金田は本当は面白いんじゃ!!          | 平子祐希（アルコ&ピース）、金田哲（はんにゃ）                                                      |           |
| 59 | 08月12日 | ダゴリの世にも奇妙なホラーハウス         | |           |
| 60 | 08月19日 | 桃太郎選手権                             | 川島明（麒麟）、中岡創一（ロッチ）、吉村崇（平成ノブシコブシ）                                     |           |
| 61 | 08月26日 | おいしいかき氷の食べ方見つけたいんじゃ!! | |           |
| 62 | 09月02日 | 優香の子どもに服を買いたいんじゃ!!       | |           |
| 63 | 09月09日 | かまいたちが心配なんじゃ!!               | かまいたち                                                                                         |           |
| 64 | 09月16日 | 番組ポスターを作りたいんじゃ!!           | |           |
| 65 | 09月23日 | アイツと勝負じゃ!!ノブ記録会             | 津田篤宏（ダイアン）、きむ（インディアンス）、高野正成（きしたかの）                               |           |
| 66 | 09月30日 | 日曜夜10時台に持っていくのはどれじゃ!!   | | [ 注 14 ] |

#### 日曜プライムタイム時代

##### 2020年
| 回 | 放送日   | 放送内容                                      | ゲスト                                                             | 備考      |
| -- | -------- | --------------------------------------------- | ------------------------------------------------------------------ | --------- |
| 67 | 10月11日 | 丸い石を探したいんじゃ!!                      |                                                                    | [ 注 15 ] |
| 68 | 10月18日 | ノブに香水を歌わせたいんじゃ!!                | 川島明（麒麟）、小島瑠璃子、博多大吉（博多華丸・大吉）、今井マサキ |           |
| 69 | 10月25日 | ノブに香水を歌わせたいんじゃ!! 完結編         | 川島明（麒麟）、小島瑠璃子、博多大吉（博多華丸・大吉）、今井マサキ |           |
| 70 | 11月01日 | ワシの私服 秋冬物を買いたいんじゃ!!           |                                                                    |           |
| 71 | 11月08日 | ノブが頑張る姿を見たいんじゃ!!演技編シーズン2 |                                                                    |           |
| 72 | 11月15日 | 人気ブラジャー当てるまで帰れま3               | 川島明（麒麟）、濱家隆一（かまいたち）                             |           |
| 73 | 11月22日 | ノブナカなんなん?のポスターを撮り直すんじゃ!! | 弘中綾香（テレビ朝日アナウンサー）                                 |           |
| 74 | 11月29日 | 出張!!顔面テープ選手権                        | 小島瑠璃子、博多華丸・大吉、研ナオコ                               |           |
| 75 | 12月13日 | ノブにベストジーニスト賞を取らせたいんじゃ!!  |                                                                    |           |
| 76 | 12月20日 | 大悟サンタ2020                                | 藤本敏史（FUJIWARA）、木本武宏（TKO）、学天即                      | [ 注 17 ] |

##### 2021年
| 回    | 放送日                       | 放送内容                                                               | ゲスト | 備考                         |                              |
| ----- | ---------------------------- | ---------------------------------------------------------------------- | --- | ---------------------------- | ---------------------------- |
| 77    | 01月17日                     | こっそりシュワちゃん選手権                                             | 川島明（麒麟）、蛍原徹（雨上がり決死隊）、又吉直樹（ピース）、保﨑麗                                                               |                              |                              |
| 78    | 01月24日                     | 最高の目玉焼きを作りたいんじゃ!!                                       | |                              |                              |
| 79    | 01月31日                     | 津田のカッパの話がよう分からんのじゃ!!                                 | ダイアン |                              |                              |
| 80    | 02月07日                     | 野球盤で遊びたいんじゃ!!                                               | |                              |                              |
| 81    | 02月14日                     | バレン大ンのハッピーハウス                                             | |                              |                              |
| 82    | 02月21日                     | こたつから出とうないんじゃ!!                                           | |                              |                              |
| 83    | 03月07日                     | 面白新キャラクターを作ろう!! おっさん芸人応援宣言                      | 長谷川雅紀（錦鯉）、TAIGA、5GAP、平子祐希（アルコ&ピース）                                                                         |                              |                              |
| 84    | 03月14日                     | ガマンすず                                                             | 広瀬すず | [ 注 18 ]                    |                              |
| 85    | 03月21日                     | 出張!!顔面テープ選手権                                                 | 小島瑠璃子、弘中綾香、アインシュタイン、今田耕司                                                                                   |                              |                              |
| 86    | 03月28日                     | 第2回心に響く言葉選手権                                                | 長田庄平（チョコレートプラネット）、川島明（麒麟）、小宮浩信（三四郎）、中岡創一（ロッチ）、又吉直樹（ピース）                     |                              |                              |
| 87    | 04月04日                     | 花札をやってみたいんじゃ!!                                             | |                              |                              |
| 88    | 04月11日                     | 出張!!ネコか?ノブか?ゲーム                                             | 川島明（麒麟）、小杉竜一（ブラックマヨネーズ）、ワッキー（ペナルティ）                                                             |                              |                              |
| 89    | 05月02日                     | 気持ちイイ瞬間GP                                                       | 川島明（麒麟）、小島瑠璃子、もう中学生、ユースケ（ダイアン）                                                                       |                              |                              |
| 90    | 05月09日                     | ガマン春菊                                                             | |                              |                              |
| 91    | 05月16日                     | 第1回芸人ポーカーグランプリ                                            | 狩野英孝、かまいたち、川島明（麒麟）、西田幸治（笑い飯）                                                                           |                              |                              |
| 92    | 05月30日                     | 一周だけバイキング                                                     | 博多華丸（博多華丸・大吉）、狩野英孝、秋山竜次（ロバート）                                                                         | [ 注 19 ]                    |                              |
| 93    | 06月06日                     | ガマンペヤング                                                         | 佐藤健、ザブングル加藤 |                              |                              |
| 94    | 06月13日                     | 楽屋あいさつ男前選手権                                                 | 小杉竜一（ブラックマヨネーズ）、原西孝幸（FUJIWARA）、又吉直樹（ピース）、秋元真夏（乃木坂46）                                     |                              |                              |
| 95    | 06月20日                     | 一周だけバイキングSP                                                   | 博多華丸・大吉、草薙航基（宮下草薙）、長嶋一茂、小杉竜一（ブラックマヨネーズ）                                                     | [ 注 18 ]                    |                              |
| 特 番 | 『テレビ千鳥 DVD発売記念SP』 | 『テレビ千鳥 DVD発売記念SP』                                           | 『テレビ千鳥 DVD発売記念SP』 | 『テレビ千鳥 DVD発売記念SP』 | 『テレビ千鳥 DVD発売記念SP』 |
| 特 番 | 06月27日 10:55 - 11:50       | 番組DVDを宣伝したいんじゃ!!                                            | 川島明（麒麟）、徳井健太（平成ノブシコブシ）                                                                                       |                              |                              |
| 96    | 07月04日                     | 海外の雑なドッキリをしたいんじゃ!!                                     | 昴生（ミキ）、小宮浩信（三四郎）、長田庄平（チョコレートプラネット）                                                               |                              |                              |
| 97    | 07月11日                     | ノブに似合う水着を見つけたいんじゃ!!                                   | 雪平莉左、八鍬有紗 |                              |                              |
| 98    | 08月01日                     | ノブより愛らしい浴衣ブスはおらんのじゃ!!                               | 山内健司（かまいたち）、津田篤宏（ダイアン）、藤本敏史（FUJIWARA）                                                                 |                              |                              |
| 特 番 | 『テレビ千鳥 特別編』        | 『テレビ千鳥 特別編』                                                  | 『テレビ千鳥 特別編』 | 『テレビ千鳥 特別編』        | 『テレビ千鳥 特別編』        |
| 特 番 | 08月12日 23:15 - 翌0:15      | 第2回芸人ポーカーグランプリ                                            | 小沢一敬（スピードワゴン）、狩野英孝、かまいたち、川島明（麒麟）、ケンドーコバヤシ、塙宣之（ナイツ）                               | [ 注 20 ]                    |                              |
| 99    | 08月22日                     | 大悟縁日                                                               | |                              |                              |
| 100   | 08月29日                     | これでビール飲んだら旨いんじゃ!!                                       | 飯尾和樹（ずん）、ケンドーコバヤシ、小島瑠璃子、薄幸（納言）、餅田コシヒカリ（駆け抜けて軽トラ）                                   |                              |                              |
| 101   | 09月05日                     | ノブの演技が見たいんじゃ!!                                             | |                              |                              |
| 102   | 09月12日                     | 歌がヘタでも感動させられるんじゃ!!                                     | 飯尾和樹（ずん）、博多大吉（博多華丸・大吉）                                                                                       |                              |                              |
| 103   | 09月19日                     | カレー粉かけたら何でも旨いんじゃ!!                                     | ケンドーコバヤシ、濱家隆一（かまいたち）、こがけん（おいでやすこが）、博多大吉（博多華丸・大吉）                                   |                              |                              |
| 104   | 10月03日                     | ちょい菅田の秋服買いたいんじゃ!!                                       | 菅田将暉 | [ 注 18 ]                    |                              |
| 105   | 10月24日                     | 芸人やタレントや俳優やスポーツ選手がよくやってるアレをやりたいんじゃ!! | 朝日奈央、アレックス・ラミレス、安藤美姫、小杉竜一（ブラックマヨネーズ）、鈴木福、藤田ニコル、村上（マヂカルラブリー）、吉田沙保里 |                              |                              |
| 106   | 11月14日                     | 未来のテレビをやりたいんじゃ!!                                         | 尾形貴弘（パンサー）、カンニング竹山、中岡創一（ロッチ）、吉村崇（平成ノブシコブシ）                                               |                              |                              |
| 107   | 11月21日                     | こっそり武田鉄矢選手権                                                 | 川島明（麒麟）、蛍原徹、又吉直樹（ピース）、新田さちか                                                                             |                              |                              |
| 108   | 11月28日                     | カレー粉かけたら何でも旨いんじゃ!! 第2弾                               | ケンドーコバヤシ、吉村崇（平成ノブシコブシ）、野田クリスタル（マヂカルラブリー）、研ナオコ                                         |                              |                              |
| 109   | 12月12日                     | ガマンVRジェットコースター                                             | |                              |                              |
| 110   | 12月19日                     | 大悟サンタ2021                                                         | 蛍原徹、アルコ&ピース | [ 注 21 ]                    |                              |
| 111   | 12月26日                     | ワシに一日任せときゃええんじゃ!!                                       | | [ 注 22 ]                    |                              |

##### 2022年
| 回  | 放送日   | 放送内容                                         | ゲスト                                                                               | 備考      |
| --- | -------- | ------------------------------------------------ | ------------------------------------------------------------------------------------ | --------- |
| 112 | 01月16日 | 松潤がテレビ千鳥に出たい言うとるんじゃ!!         | 松本潤                                                                               |           |
| 113 | 01月23日 | 松潤とノブの演技が見たいんじゃ!!                 | 松本潤                                                                               |           |
| 114 | 01月30日 | 菅田くんと菜奈ちゃんに結婚祝いを贈りたいんじゃ!! |                                                                                      |           |
| 115 | 02月06日 | これで熱燗飲んだら旨いんじゃ!!                   | 濱家隆一（かまいたち）、ヒコロヒー、薄幸（納言）、餅田コシヒカリ（駆け抜けて軽トラ） |           |
| 116 | 02月13日 | バレン大ンのハッピーハウス2022                   | 3時のヒロイン                                                                        |           |
| 117 | 02月20日 | ノブにベストドレッサー賞を取らせたいんじゃ!!     |                                                                                      |           |
| 118 | 02月27日 | 一瞬すず                                         | 広瀬すず、津田篤宏（ダイアン）、3時のヒロイン                                        |           |
| 119 | 03月06日 | あのK-POPアイドルに会いに行きたいんじゃ!!        | 佐々木彩夏（ももいろクローバーZ）、藤田ニコル、元木大介                              |           |
| 120 | 03月13日 | 海外の雑なドッキリをしたいんじゃ!! シーズン2     | 渡辺隆（錦鯉）、長田庄平（チョコレートプラネット）                                   |           |
| 121 | 03月20日 | 大悟誕生祭!!                                     | エハラマサヒロ、きむ（インディアンス）、バビロン                                     |           |
| 122 | 03月27日 | 深夜にお引っ越し 大反省会!!                      |                                                                                      | [ 注 23 ] |

#### 木曜深夜時代

##### 2022年
| 回    | 放送日                                                        | 放送内容                                                      | ゲスト | 備考                                                          |                                                               |
| ----- | ------------------------------------------------------------- | ------------------------------------------------------------- | --- | ------------------------------------------------------------- | ------------------------------------------------------------- |
| 123   | 04月08日                                                      | エッチな野菜をとりたいんじゃ!!                                | | [ 注 24 ]                                                     |                                                               |
| 124   | 04月15日                                                      | エッチな野菜で料理をするんじゃ!!                              | | [ 注 25 ]                                                     |                                                               |
| 125   | 04月22日                                                      | ミニ四駆で遊びたいんじゃ!!                                    | | [ 注 26 ]                                                     |                                                               |
| 126   | 05月06日                                                      | 1つだけ自動販売機                                             | | [ 注 27 ]                                                     |                                                               |
| 127   | 05月13日                                                      | ごま油選手権                                                  | 飯尾和樹（ずん）、吉村崇（平成ノブシコブシ）、薄幸（納言）                                                                     | [ 注 27 ]                                                     |                                                               |
| 128   | 05月20日                                                      | ど根性花を応援したいんじゃ!!                                  | | [ 注 27 ]                                                     |                                                               |
| 129   | 06月03日                                                      | 1つだけ花やしき                                               | | [ 注 26 ]                                                     |                                                               |
| 130   | 06月10日                                                      | 一瞬加藤                                                      | ザブングル加藤、津田篤宏（ダイアン）                                                                                           | [ 注 25 ]                                                     |                                                               |
| 131   | 06月17日                                                      | 人気パンティー当てるまで帰れま3                               | 川島明（麒麟）、吉村崇（平成ノブシコブシ）                                                                                     |                                                               |                                                               |
| 132   | 06月24日                                                      | 夏服を買いたいんじゃ!!                                        | |                                                               |                                                               |
| 133   | 07月08日                                                      | 面白新キャラクターを作ろう!                                   | 野田クリスタル（マヂカルラブリー）、平井まさあき（男性ブランコ）、川北茂澄（真空ジェシカ）、国崎和也（ランジャタイ）           |                                                               |                                                               |
| 134   | 07月22日                                                      | 芸能人入り待ちクイズ!!                                        | かまいたち、狩野英孝、又吉直樹（ピース）、小沢一敬（スピードワゴン）、研ナオコ                                                 |                                                               |                                                               |
| 135   | 08月12日                                                      | 第3回心に響く言葉選手権                                       | 又吉直樹（ピース）、小沢一敬（スピードワゴン）、秋山竜次（ロバート）、中岡創一（ロッチ）、平井まさあき（男性ブランコ）         | [ 注 28 ]                                                     |                                                               |
| 136   | 08月19日                                                      | ノブのゲームをやりたいんじゃ!!                                | 野田クリスタル（マヂカルラブリー）                                                                                             | [ 注 28 ]                                                     |                                                               |
| 137   | 09月02日                                                      | ノブにゴルフで勝ちたいんじゃ!!                                | 大西ライオン | [ 注 29 ]                                                     |                                                               |
| 特 番 | 『アメトーーク×ロンハー×有吉クイズ×テレビ千鳥 4番組コラボSP』 | 『アメトーーク×ロンハー×有吉クイズ×テレビ千鳥 4番組コラボSP』 | 『アメトーーク×ロンハー×有吉クイズ×テレビ千鳥 4番組コラボSP』                                                                  | 『アメトーーク×ロンハー×有吉クイズ×テレビ千鳥 4番組コラボSP』 | 『アメトーーク×ロンハー×有吉クイズ×テレビ千鳥 4番組コラボSP』 |
| 特 番 | 09月06日 19:00 - 21:48                                        | 一周だけバイキング                                            | 蛍原徹、有吉弘行、ロンドンブーツ1号2号、菅田将暉、博多華丸（博多華丸・大吉）、朝日奈央                                         |                                                               |                                                               |
| 138   | 09月09日                                                      | ノブのお見舞いを買いたいんじゃ!!                              | 川島明（麒麟） | [ 注 29 ]                                                     |                                                               |
| 139   | 09月16日                                                      | 大悟が選ぶ屋上料理BEST5                                       | | [ 注 29 ]                                                     |                                                               |
| 特 番 | 『テレビ千鳥 ゴールデン2時間SP』                              | 『テレビ千鳥 ゴールデン2時間SP』                              | 『テレビ千鳥 ゴールデン2時間SP』                                                                                               | 『テレビ千鳥 ゴールデン2時間SP』                              | 『テレビ千鳥 ゴールデン2時間SP』                              |
| 特 番 | 09月20日 20:00 - 21:48                                        | パンにコレ挟んだら旨いんじゃ!!                                | 東野幸治、長嶋一茂、藤田ニコル、薄幸（納言）、新井恵理那、かなで（3時のヒロイン）                                              |                                                               |                                                               |
| 特 番 | 09月20日 20:00 - 21:48                                        | 元サッカー部芸人 PKダービー                                   | 矢部浩之（ナインティナイン）、又吉直樹（ピース）、尾形貴弘（パンサー）、本並健治、秋元陽太、吉野真治（テレビ朝日アナウンサー） |                                                               |                                                               |
| 特 番 | 09月20日 20:00 - 21:48                                        | 元野球部芸能人 ホームラン競争                                 | ELLY（三代目 J SOUL BROTHERS）、ティモンディ、田中卓志（アンガールズ）、角澤照治（テレビ朝日アナウンサー）                     |                                                               |                                                               |
| 140   | 09月30日                                                      | 面白新キャラクターを作ろう!                                   | 平子祐希（アルコ&ピース）、岡野陽一、森下直人（ななまがり）、国崎和也（ランジャタイ）                                          |                                                               |                                                               |
| 141   | 10月07日                                                      | ノブが帰ってきたんじゃ!!                                      | 川島明（麒麟）、平子祐希（アルコ&ピース）                                                                                      |                                                               |                                                               |
| 142   | 10月14日                                                      | 芸能人入り待ちクイズ!!                                        | FUJIWARA、田中卓志（アンガールズ）、モト冬樹                                                                                   |                                                               |                                                               |
| 143   | 10月28日                                                      | ゴルフ場を散歩したいんじゃ!!                                  | ラッシャー板前 |                                                               |                                                               |
| 144   | 11月04日                                                      | あの人気サッカークラブが来とるんじゃ!!                        | 古川優奈、福田麻貴（3時のヒロイン）、加納（Aマッソ）、サーヤ（ラランド）、高城れに（ももいろクローバーZ）                      | [ 注 30 ]                                                     |                                                               |
| 145   | 11月11日                                                      | ホームランダービー大反省会                                    | 田中卓志（アンガールズ） | [ 注 31 ]                                                     |                                                               |
| 146   | 12月02日                                                      | スープの出汁が足りんのじゃ!!                                  | | [ 注 31 ]                                                     |                                                               |
| 147   | 12月09日                                                      | 面白キャラは裏こそ本当は表なんじゃ!!                          | 西田幸治（笑い飯）、野田クリスタル（マヂカルラブリー）、森下直人（ななまがり）                                                 |                                                               |                                                               |
| 148   | 12月16日                                                      | 大悟サンタ2022                                                | | [ 注 31 ]                                                     |                                                               |

##### 2023年
| 回    | 放送日                 | 放送内容                                                   | ゲスト | 備考                   |
| ----- | ---------------------- | ---------------------------------------------------------- | --- | ---------------------- |
| 149   | 01月13日               | 軽井沢に行きたいんじゃ!!                                   | |                        |
| 150   | 01月20日               | 軽井沢に行きたいんじゃ!! 完結編                            | 川崎麻世 |                        |
| 151   | 02月03日               | パンティ3種競技                                            | 大西洋平（テレビ朝日アナウンサー）                                                                                                |                        |
| 152   | 02月10日               | ノブと遊びたいんじゃ!!                                     | |                        |
| 153   | 02月17日               | 一瞬加藤2                                                  | ザブングル加藤、津田篤宏（ダイアン）                                                                                              |                        |
| 154   | 03月03日               | Dr.ダゴひげのリラクゼーションハウス                        | ザブングル加藤、島村みやこ |                        |
| 155   | 03月10日               | 侍ジャパン野球盤で遊びたいんじゃ!!                         | |                        |
| 156   | 03月17日               | 心に響く言葉BEST5                                          | |                        |
| 157   | 03月24日               | イカを釣って食いたいんじゃ!!                               | |                        |
| 158   | 04月07日               | 新しい番組ポスターを作りたいんじゃ!!                       | |                        |
| 159   | 04月14日               | 酒に桜を浮かべたいんじゃ!!                                 | |                        |
| 160   | 04月21日               | 商店街を元気にしたいんじゃ!!                               | |                        |
| 161   | 05月05日               | 春服を買いたいんじゃ!!                                     | | [ 注 32 ]              |
| 162   | 05月12日               | 芸能人入り待ちクイズ!!                                     | 中岡創一（ロッチ）、田村亮（ロンドンブーツ1号2号）、吉村崇（平成ノブシコブシ）、藤本敏史（FUJIWARA）                              |                        |
| 163   | 05月19日               | タイを釣って食いたいんじゃ!!                               | |                        |
| 164   | 06月02日               | ヌートバーになりたいんじゃ!!                               | 中岡創一（ロッチ）、田渕章裕（インディアンス）、とにかく明るい安村                                                                |                        |
| 165   | 06月09日               | すずの事はワシに任せときゃええんじゃ!!                     | 広瀬すず |                        |
| 特 番 | 『テレビ千鳥 1時間SP』 | 『テレビ千鳥 1時間SP』                                     | 『テレビ千鳥 1時間SP』 | 『テレビ千鳥 1時間SP』 |
| 特 番 | 06月11日 23:00 - 23:55 | 第3回芸人ポーカーグランプリ                                | 狩野英孝、川島明（麒麟）、くっきー!（野性爆弾）、中岡創一（ロッチ）、塙宣之（ナイツ）、西田幸治（笑い飯）、山添寛（相席スタート） | [ 注 33 ]              |
| 166   | 06月16日               | ノブの演技が見たいんじゃ!!                                 | |                        |
| 167   | 06月23日               | ストIIで勝ちたいんじゃ!!                                   | 野田クリスタル（マヂカルラブリー）                                                                                                |                        |
| 168   | 07月07日               | 1品だけデパ地下                                            | |                        |
| 169   | 07月14日               | スポーツパンティ!!                                         | 武井壮、高岸宏行（ティモンディ）、大西洋平（テレビ朝日アナウンサー）                                                              |                        |
| 170   | 08月04日               | あのCMの事件の犯人を捜すんじゃ!!                           | とにかく明るい安村、山添寛（相席スタート）、福田麻貴・かなで（3時のヒロイン）                                                     |                        |
| 171   | 08月18日               | エッチな野菜をとりたいんじゃ!!2023                         | |                        |
| 172   | 08月25日               | ちょうどいい始球式をしたいんじゃ!!                         | 田中卓志（アンガールズ）、斉藤慎二（ジャングルポケット）、くっきー!（野性爆弾）、中村奨吾・藤原恭大（千葉ロッテマリーンズ）       |                        |
| 173   | 09月02日               | 一瞬別所                                                   | 別所哲也 |                        |
| 174   | 09月08日               | マリオのクッパに会って倒したいんじゃ!!                     | 菊田竜大（ハナコ） |                        |
| 175   | 09月15日               | 宮迫さんのラヴ・イズ・オーヴァーをちゃんと聴きたいんじゃ!! | ケンドーコバヤシ、原西孝幸（FUJIWARA）                                                                                            |                        |
| 176   | 09月22日               | 永野芽郁ちゃんに誕生日プレゼントを贈りたいんじゃ!!         | | [ 注 34 ]              |
| 177   | 09月27日               | 緊急!!面白キャラを作りたいんじゃ!!                         | 西田幸治（笑い飯）、国崎和也（ランジャタイ）、山添寛（相席スタート）                                                              | [ 注 35 ]              |
| 178   | 10月06日               | フジモンパパラッチ!!                                       | 藤本敏史（FUJIWARA） |                        |
| 179   | 10月13日               | 一品だけ浅草土産!!                                         | |                        |
| 180   | 10月20日               | 焦がし醤油選手権!!                                         | ケンドーコバヤシ、河井ゆずる（アインシュタイン）、薄幸（納言）、餅田コシヒカリ（駆け抜けて軽トラ）                                |                        |
| 181   | 10月27日               | ノブの演技が見たいんじゃ!!                                 | |                        |
| 182   | 11月03日               | ノブの演技が見たいんじゃ!! 完結編                          | |                        |
| 183   | 11月10日               | 今度こそマリオのクッパに会って倒したいんじゃ!!             | 菊田竜大（ハナコ） |                        |
| 184   | 11月17日               | 芸能人入り待ちクイズ!!                                     | サンドウィッチマン、小宮浩信（三四郎）、斉藤慎二（ジャングルポケット）                                                            |                        |
| 185   | 11月24日               | 冬服を買いたいんじゃ!!                                     | |                        |
| 186   | 12月1日                | ディープスリーを決めたいんじゃ!!                           | 岡部大（ハナコ）、吉村崇（平成ノブシコブシ）、中岡創一（ロッチ）                                                                  |                        |
| 187   | 12月8日                | クリスマス音楽祭をやりたいんじゃ!!                         | 飯尾和樹（ずん）、博多大吉（博多華丸・大吉）、後藤輝基（フットボールアワー）、井桁弘恵、くっきー!（野性爆弾）                     |                        |
| 188   | 12月15日               | クリスマス音楽祭をやりたいんじゃ!!                         | 飯尾和樹（ずん）、博多大吉（博多華丸・大吉）、後藤輝基（フットボールアワー）、井桁弘恵、くっきー!（野性爆弾）                     |                        |
| 189   | 12月22日               | 大悟サンタ2023                                             | |                        |

##### 2024年
| 回    | 放送日                              | 放送内容                                             | ゲスト | 備考                                |
| 特 番 | 『ロンハー×テレビ千鳥 合体3時間SP』 | 『ロンハー×テレビ千鳥 合体3時間SP』                  | 『ロンハー×テレビ千鳥 合体3時間SP』 | 『ロンハー×テレビ千鳥 合体3時間SP』 |
| ----- | ----------------------------------- | ---------------------------------------------------- | --- | ----------------------------------- |
| 特 番 | 01月09日 19:00 - 21:48              | 一周だけバイキング!!SP                               | 劇団ひとり、津田篤宏（ダイアン）、千原ジュニア（千原兄弟）、間宮祥太朗、白石麻衣、ゆうちゃみ                                                       |                                     |
| 190   | 1月12日                             | もう一度見たい!!ノブ演技の名シーンBEST5!!            | |                                     |
| 191   | 1月19日                             | ノブと遊びたいんじゃ!!                               | | [ 注 36 ]                           |
| 192   | 1月26日                             | シャモとノブ                                         | |                                     |
| 193   | 2月02日                             | これで熱燗飲んだら旨いんじゃ!!                       | 津田篤宏（ダイアン）、濱家隆一（かまいたち）、薄幸（納言）、かなで（3時のヒロイン）                                                                |                                     |
| 194   | 2月09日                             | 一品だけ文房具!!                                     | |                                     |
| 195   | 2月16日                             | グッズを作りたいんじゃ!!                             | |                                     |
| 196   | 2月23日                             | 顔面テーププラスワン選手権!!                         | 原西孝幸（FUJIWARA）、ユースケ（ダイアン）、松井ケムリ（令和ロマン）、紅しょうが                                                                   |                                     |
| 197   | 3月01日                             | 勝手にあの芸能人夫婦に結婚祝いを贈りたいんじゃ!!     | |                                     |
| 198   | 3月08日                             | 面白キャラクターを作ろう!!もっと売れたい中堅芸人大会 | ネルソンズ、ラブレターズ、大自然、きしたかの |                                     |
| 199   | 3月15日                             | クーピーで優しい絵を描きたいんじゃ!!                 | くっきー!（野性爆弾）、中野周平（蛙亭）、アタック西本（ジェラードン）                                                                              |                                     |
| 200   | 3月22日                             | 一品だけ大谷翔平グッズ!!                             | |                                     |
| 201   | 3月29日                             | 大谷翔平に結婚祝いを贈りたいんじゃ!!                 | |                                     |
| 202   | 4月05日                             | 心に響く言葉選手権                                   | 又吉直樹（ピース）、飯尾和樹（ずん）、哲夫（笑い飯）、平子祐希（アルコ&ピース）、野田クリスタル（マヂカルラブリー）                                |                                     |
| 203   | 4月12日                             | 秋の大運動会                                         | 藤本敏史（FUJIWARA）、ダイアン、尾形貴弘（パンサー）、稲田直樹（アインシュタイン）、中岡創一（ロッチ）、山添寛（相席スタート）、金田哲（はんにゃ） |                                     |
| 204   | 4月19日                             | 秋の大運動会                                         | 藤本敏史（FUJIWARA）、ダイアン、尾形貴弘（パンサー）、稲田直樹（アインシュタイン）、中岡創一（ロッチ）、山添寛（相席スタート）、金田哲（はんにゃ） |                                     |
| 205   | 4月26日                             | マリオのクッパ倒したいんじゃ!!                       | 菊田竜大（ハナコ） | [ 注 37 ]                           |
| 206   | 5月03日                             | ノブとチーズとろ〜りグルメ食べたいんじゃ!!           | | [ 注 37 ]                           |
| 207   | 5月10日                             | 幕張メッセ押さえちゃったんじゃ!!                     | FUJIWARA、博多大吉（博多華丸・大吉）、ケンドーコバヤシ、川島明（麒麟）、ダイアン、今井マサキ                                                       |                                     |
| 208   | 5月17日                             | フジモンを考えたいんじゃ!!                           | 藤本敏史（FUJIWARA） | [ 注 38 ]                           |
| 209   | 5月24日                             | ツッコミを休ませたいんじゃ!!                         | ダイアン、ウエストランド、西田幸治（笑い飯）、小宮浩信（三四郎）、村田秀亮（とろサーモン）、田渕章裕（インディアンス）                             |                                     |
| 210   | 5月31日                             | ど根性花を応援したいんじゃ!!                         | |                                     |
| 211   | 6月07日                             | ホームランキャッチしたいんじゃ!!                     | ティモンディ、関口メンディー、津田篤宏（ダイアン）                                                                                                 |                                     |
| 212   | 6月14日                             | 1回だけクレーンゲーム!!                              | | [ 注 37 ]                           |
| 213   | 6月21日                             | 緊急!!面白新キャラクターを作ろう!!                   | 西田幸治（笑い飯）、ダイアン | [ 注 39 ]                           |
| 214   | 6月28日                             | ノブに似合う水着を見つけたいんじゃ!!2024             | |                                     |
| 215   | 7月05日                             | 縛り車を解放してあげたいんじゃ!                      | |                                     |
| 216   | 7月12日                             | 芸能人入り待ちクイズ!!                               | 西田幸治（笑い飯）、ダイアン、みなみかわ |                                     |
| 217   | 7月19日                             | これでビール飲んだら旨いんじゃ!!2024                 | 津田篤宏（ダイアン）、水田信二、薄幸（納言）、餅田コシヒカリ                                                                                       |                                     |
| 218   | 7月26日                             | 芸能人入り待ちクイズ!!                               | 藤本敏史（FUJIWARA）、西田幸治（笑い飯）、ダイアン、みなみかわ                                                                                     | [ 注 40 ]                           |
| 219   | 8月02日                             | マリオのクッパに会って倒したいんじゃ!!               | 菊田竜大（ハナコ） |                                     |
| 220   | 8月09日                             | もう一度見たい芸人ポーカー名勝負BEST3!!              | |                                     |
| 221   | 8月16日                             | テストで100点取りたいんじゃ!!                        | 村上健志（フルーツポンチ） |                                     |
| 222   | 8月23日                             | テストで100点取りたいんじゃ!!                        | 村上健志（フルーツポンチ） |                                     |
| 223   | 8月30日                             | こっそり◯◯選手権!!                                   | 蛍原徹、川島明（麒麟）、秋山竜次（ロバート） |                                     |
| 224   | 9月6日                              | 海に飛び込みたいんじゃ!!2024                         | 間宮祥太朗、中岡創一（ロッチ）、山添寛（相席スタート）、国崎和也（ランジャタイ）                                                                   |                                     |
| 225   | 9月13日                             | シャモとノブ!!                                       | |                                     |
| 226   | 9月20日                             | 川島ともう1本撮りたいんじゃ!!                        | 川島明（麒麟） |                                     |
| 227   | 9月27日                             | カレー粉かけたら何でも旨いんじゃ!!2024               | ケンドーコバヤシ、飯尾和樹（ずん）、徳井義実（チュートリアル）、木村祐一                                                                           |                                     |
| 228   | 10月4日                             | フジモンとゆうちゃみのハニカミデートが見たいんじゃ!! | 藤本敏史（FUJIWARA）、ゆうちゃみ |                                     |
| 229   | 10月11日                            | この人にはトランクスはいていて欲しいんじゃ!!         | モト冬樹、ウド鈴木（キャイ〜ン）、三四郎、きしたかの、西田幸治（笑い飯）                                                                           |                                     |
| 230   | 10月18日                            | 秋の林間学校!!                                       | 藤本敏史（FUJIWARA）、ダイアン、みなみかわ、金田哲（はんにゃ）、長谷川雅紀（錦鯉）、西田幸治（笑い飯）、朝日奈央                                   | [ 注 30 ]                           |
| 231   | 10月25日                            | 秋の林間学校!!                                       | 藤本敏史（FUJIWARA）、ダイアン、みなみかわ、金田哲（はんにゃ）、長谷川雅紀（錦鯉）、西田幸治（笑い飯）、朝日奈央                                   |                                     |
| 232   | 11月1日                             | 津田にフェンシングを教わりたいんじゃ!!               | ダイアン | [ 注 41 ]                           |
| 233   | 11月8日                             | サンドウィッチマンと5番勝負をするんじゃ!!            | サンドウィッチマン、野上慎平（テレビ朝日アナウンサー）                                                                                             |                                     |
| 234   | 11月15日                            | サンドウィッチマンと5番勝負をするんじゃ!!            | サンドウィッチマン、野上慎平（テレビ朝日アナウンサー）                                                                                             |                                     |
| 235   | 11月22日                            | ウドさんを呼び出したいんじゃ!!                       | ウド鈴木（キャイ〜ン） | [ 注 42 ]                           |
| 236   | 11月29日                            | ノブの演技が見たいんじゃ!!                           | |                                     |
| 237   | 12月6日                             | 第4回芸人ポーカーグランプリ                          | 飯尾和樹（ずん）、川島明（麒麟）、ケンドーコバヤシ、久保田かずのぶ（とろサーモン）、又吉直樹（ピース）、芝大輔（モグライダー）                     |                                     |
| 238   | 12月13日                            | 第4回芸人ポーカーグランプリ                          | 飯尾和樹（ずん）、川島明（麒麟）、ケンドーコバヤシ、久保田かずのぶ（とろサーモン）、又吉直樹（ピース）、芝大輔（モグライダー）                     | [ 注 30 ]                           |
| 239   | 12月20日                            | 大悟サンタ2024                                       | 太田博久（ジャングルポケット）、おたけ（ジャングルポケット）                                                                                       | [ 注 30 ]                           |
| 240   | 12月27日                            | 冬服を買いたいんじゃ!!                               | |                                     |

##### 2025年
| 回    | 放送日                              | 放送内容                                 | ゲスト | 備考                                |
| 特 番 | 『ロンハー×テレビ千鳥 合体3時間SP』 | 『ロンハー×テレビ千鳥 合体3時間SP』      | 『ロンハー×テレビ千鳥 合体3時間SP』                                                                                      | 『ロンハー×テレビ千鳥 合体3時間SP』 |
| ----- | ----------------------------------- | ---------------------------------------- | --- | ----------------------------------- |
| 特 番 | 1月7日 19:00 - 21:48                | 一周だけバイキング!!SP                   | 石原良純、大久保佳代子（オアシズ）、くっきー!（野性爆弾）、田辺智加（ぼる塾）、博多華丸（博多華丸・大吉）、森香澄        |                                     |
| 241   | 1月10日                             | 大悟が選ぶ!!芸能人入り待ちクイズBEST5!!  | | [ 注 43 ]                           |
| 242   | 1月17日                             | ツッコミを休ませたいんじゃ!!             | 飯尾和樹（ずん）、錦鯉、西田幸治（笑い飯）、井口浩之（ウエストランド）、国崎和也（ランジャタイ）、高野正成（きしたかの） |                                     |
| 243   | 1月24日                             | これで熱燗飲んだら旨いんじゃ!!           | 飯尾和樹（ずん）、薄幸（納言）、サーヤ（ラランド）、餅田コシヒカリ                                                       |                                     |
| 244   | 1月31日                             | トランクス帰れま3!!                      | 西田幸治（笑い飯）、河井ゆずる（アインシュタイン）                                                                       |                                     |
| 245   | 2月7日                              | テストで100点取りたいんじゃ!!            | 村上健志（フルーツポンチ）                                                                                               |                                     |
| 246   | 2月14日                             | マリオのクッパに会って倒したいんじゃ!    | 菊田竜大（ハナコ） |                                     |
| 247   | 2月21日                             | こたつ出とうないんじゃ!!                 | |                                     |
| 248   | 2月28日                             | ダイゴクイズ!!すずか?加藤か?             | 広瀬すず、ザブングル加藤                                                                                                 |                                     |
| 249   | 3月7日                              | 千鳥の結成25周年を祝いたいんじゃ!!       | |                                     |
| 250   | 3月14日                             | 千鳥のクセがないネタGP                   | 片寄涼太（GENERATIONS）、白河れい、ショウショウ、磁石、三拍子、ハンジロウ、英明                                          |                                     |
| 251   | 3月21日                             | 好きなエッチな絵を描いて欲しいんじゃ!!   | ウド鈴木（キャイ〜ン）、くっきー!（野性爆弾）、吉村崇（平成ノブシコブシ）、岩崎う大（かもめんたる）                      |                                     |
| 252   | 3月28日                             | フェンシングを教わりたいんじゃ!!第2弾    | ダイアン |                                     |
| 253   | 4月4日                              | 心に響く言葉選手権!!                     | 飯尾和樹（ずん）、又吉直樹（ピース）、兼光タカシ、とにかく明るい安村、堂前透（ロングコートダディ）                       |                                     |
| 254   | 4月11日                             | 究極のガマン企画BEST3                    | |                                     |
| 特 番 | 『テレビ千鳥 1時間SP』              | 『テレビ千鳥 1時間SP』                   | 『テレビ千鳥 1時間SP』                                                                                                   | 『テレビ千鳥 1時間SP』              |
| 特 番 | 4月11日 23:15 - 0:15                | ガマン福岡めし!!                         | 博多華丸（博多華丸・大吉）、餅田コシヒカリ                                                                               |                                     |
| 255   | 4月18日                             | 福岡でメシ食う後輩見つけるんじゃ!!       | 黒木マブダチ（パグ） |                                     |
| 256   | 4月25日                             | 芸能人が逃げ回るアレやりたいんじゃ!!     | | [ 注 44 ]                           |
| 257   | 5月2日                              | 打ってあのポーズしたいんじゃ!!           | 中岡創一（ロッチ）、とにかく明るい安村、高岸宏行（ティモンディ）                                                         |                                     |
| 258   | 5月9日                              | 服を買いたいんじゃ!!シリーズ アメリカ編  | 原西孝幸（FUJIWARA） |                                     |
| 259   | 5月16日                             | 今度こそタイを釣って食いたいんじゃ!!     | |                                     |
| 260   | 5月23日                             | 人気口紅当てるまで帰れま3!!              | 徳井義実（チュートリアル）、西田幸治（笑い飯）                                                                           |                                     |
| 261   | 5月30日                             | LA行くからキャリーケース買いたいんじゃ!! | 中岡創一（ロッチ） |                                     |
| 262   | 6月6日                              | 大悟が選ぶ!!野球企画全力プレーBEST3      | |                                     |
| 特 番 | 『テレビ千鳥 1時間SP』              | 『テレビ千鳥 1時間SP』                   | 『テレビ千鳥 1時間SP』                                                                                                   | 『テレビ千鳥 1時間SP』              |
| 特 番 | 6月8日 22:15 - 23:09                | ロサンゼルスに行きたいんじゃ!!           | ゆりやんレトリィバァ |                                     |
| 263   | 6月13日                             | う大と大ご                               | 岩崎う大（かもめんたる）                                                                                                 |                                     |
| 264   | 6月20日                             | 1本だけファミカセ!!                      | フジタ |                                     |
| 265   | 6月27日                             | テストで100点取りたいんじゃ!!            | 村上健志（フルーツポンチ）                                                                                               |                                     |
| 266   | 7月4日                              | 芸能人入り待ちクイズ!!                   | とろサーモン、渡辺隆（錦鯉）、野田クリスタル（マヂカルラブリー）                                                         |                                     |
| 267   | 7月11日                             | モノマネ芸人の名前を当てたいんじゃ!!     | JOJO、生森明菜、ノンスモーキー石井、sa’ToshI、もちだし香織、スマシガオ、MANEXILE HIRO?!、マネケン、ニセキン              |                                     |
| 268   | 7月18日                             | これで生ビール飲んだら旨いんじゃ!!2025   | 飯尾和樹（ずん）、薄幸（納言）、サーヤ（ラランド）                                                                       | [ 注 45 ]                           |
| 269   | 7月25日                             | 芸能人入り待ちクイズ!!                   | 中山秀征、土屋伸之（ナイツ）                                                                                             |                                     |
| 270   | 8月8日                              | ノブが沖縄で着る服を決めたいんじゃ!!     | |                                     |
| 271   | 8月15日                             | 水田・河井・新山を説教じゃ!!             | 水田信二、河井ゆずる（アインシュタイン）、新山（さや香）                                                                 |                                     |

### TELASA(auビデオパス)版
| 回 | 配信日   | 配信内容            | ゲスト | 備考 |
| -- | -------- | ------------------- | ------ | ---- |
| 1  | 08月05日 | ガマンたばこ 第1話  |        |      |
| 2  | 08月12日 | ガマンたばこ 第2話  |        |      |
| 3  | 08月19日 | ガマンたばこ 完結編 |        |      |

| 回 | 配信日   | 配信内容                  | ゲスト | 備考 |
| -- | -------- | ------------------------- | ------ | ---- |
| 4  | 11月15日 | 今でも吸える喫茶店探訪 #1 |        |      |
| 5  | 11月15日 | 今でも吸える喫茶店探訪 #2 |        |      |
| 6  | 11月15日 | 今でも吸える喫茶店探訪 #3 |        |      |

| 回 | 配信日   | 配信内容                            | ゲスト                                                                         | 備考 |
| -- | -------- | ----------------------------------- | ------------------------------------------------------------------------------ | ---- |
| 7  | 01月23日 | 砂浜でおっぱい作りたいんじゃ!! 前編 | 藤本敏史（FUJIWARA）、吉村崇（平成ノブシコブシ）、小宮浩信（三四郎）、堀田光彦 |      |
| 8  | 01月30日 | 砂浜でおっぱい作りたいんじゃ!! 後編 | 藤本敏史（FUJIWARA）、吉村崇（平成ノブシコブシ）、小宮浩信（三四郎）、堀田光彦 |      |

| 回 | 配信日  | 配信内容                                    | ゲスト | 備考 |
| -- | ------- | ------------------------------------------- | ------ | ---- |
| 9  | 3月23日 | シケモクを拾いたいんじゃ!! 赤羽編           |        |      |
| 10 | 3月23日 | シケモクを拾いたいんじゃ!! 錦糸町・恵比寿編 |        |      |

### AbemaTV版
| 回 | 配信日             | 配信内容   | ゲスト | 備考                                          |
| -- | ------------------ | ---------- | ------ | --------------------------------------------- |
| 1  | 10月22日〜10月28日 | 喫煙所探訪 |        | 「テレビ朝日×アベマTV 秋のリレーーーー→WEEK」 |

### テレ朝動画版
| 回 | 配信日        | 配信内容                                 | ゲスト                                                                   | 備考 |
| -- | ------------- | ---------------------------------------- | ------------------------------------------------------------------------ | ---- |
| 1  | 2022年4月22日 | これでストロングゼロ飲んだら旨いんじゃ!! | 薄幸（納言）、塚地武雅（ドランクドラゴン）、亜生（ミキ）、餅田コシヒカリ |      |

## ネット局と放送時間

### 木曜日深夜
| 放送対象地域   | 放送局                       | 系列           | 放送期間                                                                     | 放送時間                     | ネット状況 | 備考                |
| -------------- | ---------------------------- | -------------- | ---------------------------------------------------------------------------- | ---------------------------- | ---------- | ------------------- |
| 関東広域圏     | テレビ朝日（EX）             | テレビ朝日系列 | 2022年4月8日 -                                                               | 金曜 0:15 - 0:45（木曜深夜） | 制作局     | 制作局              |
| 青森県         | 青森朝日放送（ABA）          | テレビ朝日系列 | 2022年4月8日 -                                                               | 金曜 0:15 - 0:45（木曜深夜） | 同時ネット |                     |
| 岩手県         | 岩手朝日テレビ（IAT）        | テレビ朝日系列 | 2022年4月8日 -                                                               | 金曜 0:15 - 0:45（木曜深夜） | 同時ネット |                     |
| 秋田県         | 秋田朝日放送（AAB）          | テレビ朝日系列 | 2022年4月8日 -                                                               | 金曜 0:15 - 0:45（木曜深夜） | 同時ネット |                     |
| 山形県         | 山形テレビ（YTS）            | テレビ朝日系列 | 2022年4月8日 -                                                               | 金曜 0:15 - 0:45（木曜深夜） | 同時ネット |                     |
| 福島県         | 福島放送（KFB）              | テレビ朝日系列 | 2022年4月8日 -                                                               | 金曜 0:15 - 0:45（木曜深夜） | 同時ネット | [ 366 ]             |
| 新潟県         | 新潟テレビ21（UX）           | テレビ朝日系列 | 2022年4月8日 -                                                               | 金曜 0:15 - 0:45（木曜深夜） | 同時ネット |                     |
| 長野県         | 長野朝日放送（abn）          | テレビ朝日系列 | 2022年4月8日 -                                                               | 金曜 0:15 - 0:45（木曜深夜） | 同時ネット |                     |
| 山口県         | 山口朝日放送（yab）          | テレビ朝日系列 | 2022年4月8日 -                                                               | 金曜 0:15 - 0:45（木曜深夜） | 同時ネット |                     |
| 沖縄県         | 琉球朝日放送（QAB）          | テレビ朝日系列 | 2022年4月8日 -                                                               | 金曜 0:15 - 0:45（木曜深夜） | 同時ネット |                     |
| 静岡県         | 静岡朝日テレビ（SATV）       | テレビ朝日系列 | 2022年4月12日 -                                                              | 火曜 0:15 - 0:45（月曜深夜） | 遅れネット |                     |
| 鹿児島県       | 鹿児島放送（KKB）            | テレビ朝日系列 | 2022年4月19日 -                                                              | 火曜 0:15 - 0:45（月曜深夜） | 遅れネット |                     |
| 福岡県         | 九州朝日放送（KBC）          | テレビ朝日系列 | 2022年4月16日 -                                                              | 土曜 0:20 - 0:45（金曜深夜） | 遅れネット |                     |
| 熊本県         | 熊本朝日放送（KAB）          | テレビ朝日系列 | 2022年4月16日 -                                                              | 金曜 0:50 - 1:20（木曜深夜） | 遅れネット | [ 注 46 ] [ 注 47 ] |
| 愛媛県         | 愛媛朝日テレビ（eat）        | テレビ朝日系列 | 2022年4月17日 -                                                              | 日曜 0:05 - 0:35（土曜深夜） | 遅れネット |                     |
| 香川県・岡山県 | 瀬戸内海放送（KSB）          | テレビ朝日系列 | 2022年4月17日 -                                                              | 日曜 0:00 - 0:30（土曜深夜） | 遅れネット |                     |
| 大分県         | 大分朝日放送（OAB）          | テレビ朝日系列 | 2022年4月17日 -                                                              | 日曜 23:55 - 翌0:25          | 遅れネット |                     |
| 北海道         | 北海道テレビ（HTB）          | テレビ朝日系列 | 2022年10月9日 - 2024年3月24日 （一時打ちきり） 2024年10月9日- （ネット再開） | 日曜 23:55 - 翌0:25          | 遅れネット | [ 注 48 ]           |
| 中京広域圏     | 名古屋テレビ（メ〜テレ/NBN） | テレビ朝日系列 | 2022年4月20日 -                                                              | 水曜 0:20 - 0:50（火曜深夜） | 遅れネット |                     |
| 広島県         | 広島ホームテレビ（HOME）     | テレビ朝日系列 | 2022年4月20日 -                                                              | 水曜 0:20 - 0:50（火曜深夜） | 遅れネット |                     |
| 宮城県         | 東日本放送（khb）            | テレビ朝日系列 | 2022年4月22日 -                                                              | 金曜 0:20 - 0:50（木曜深夜） | 遅れネット |                     |
| 長崎県         | 長崎文化放送（ncc）          | テレビ朝日系列 | 2022年4月22日 -                                                              | 金曜 0:45 - 1:15（木曜深夜） | 遅れネット |                     |
| 近畿広域圏     | 朝日放送テレビ（ABC TV）     | テレビ朝日系列 | 2023年10月3日 - 2024年12月24日 （打ちきり）                                  | 火曜 1:39 - 2:15（月曜深夜） | 遅れネット | [ 注 49 ]           |
| 石川県         | 北陸朝日放送（HAB）          | テレビ朝日系列 | 2022年10月22日 -                                                             | 土曜 15:00 - 15:30           | 遅れネット |                     |
| 宮崎県         | 宮崎放送（mrt）              | TBS系列        | 2022年9月9日 -                                                               | 金曜 0:56 - 1:26（木曜深夜） | 遅れネット |                     |

### 日曜時代
| 放送対象地域   | 放送局                       | 系列           | 放送期間                       | 放送時間           | ネット状況 |
| -------------- | ---------------------------- | -------------- | ------------------------------ | ------------------ | ---------- |
| 関東広域圏     | テレビ朝日（EX）             | テレビ朝日系列 | 2020年10月11日 - 2022年3月27日 | 日曜 22:25 - 22:55 | 制作局     |
| 北海道         | 北海道テレビ（HTB）          | テレビ朝日系列 | 2020年10月11日 - 2022年3月27日 | 日曜 22:25 - 22:55 | 同時ネット |
| 青森県         | 青森朝日放送（ABA）          | テレビ朝日系列 | 2020年10月11日 - 2022年3月27日 | 日曜 22:25 - 22:55 | 同時ネット |
| 岩手県         | 岩手朝日テレビ（IAT）        | テレビ朝日系列 | 2020年10月11日 - 2022年3月27日 | 日曜 22:25 - 22:55 | 同時ネット |
| 宮城県         | 東日本放送（khb）            | テレビ朝日系列 | 2020年10月11日 - 2022年3月27日 | 日曜 22:25 - 22:55 | 同時ネット |
| 秋田県         | 秋田朝日放送（AAB）          | テレビ朝日系列 | 2020年10月11日 - 2022年3月27日 | 日曜 22:25 - 22:55 | 同時ネット |
| 山形県         | 山形テレビ（YTS）            | テレビ朝日系列 | 2020年10月11日 - 2022年3月27日 | 日曜 22:25 - 22:55 | 同時ネット |
| 福島県         | 福島放送（KFB）              | テレビ朝日系列 | 2020年10月11日 - 2022年3月27日 | 日曜 22:25 - 22:55 | 同時ネット |
| 新潟県         | 新潟テレビ21（UX）           | テレビ朝日系列 | 2020年10月11日 - 2022年3月27日 | 日曜 22:25 - 22:55 | 同時ネット |
| 長野県         | 長野朝日放送（abn）          | テレビ朝日系列 | 2020年10月11日 - 2022年3月27日 | 日曜 22:25 - 22:55 | 同時ネット |
| 静岡県         | 静岡朝日テレビ（SATV）       | テレビ朝日系列 | 2020年10月11日 - 2022年3月27日 | 日曜 22:25 - 22:55 | 同時ネット |
| 石川県         | 北陸朝日放送（HAB）          | テレビ朝日系列 | 2020年10月11日 - 2022年3月27日 | 日曜 22:25 - 22:55 | 同時ネット |
| 中京広域圏     | 名古屋テレビ（メ〜テレ/NBN） | テレビ朝日系列 | 2020年10月11日 - 2022年3月27日 | 日曜 22:25 - 22:55 | 同時ネット |
| 近畿広域圏     | 朝日放送テレビ（ABC TV）     | テレビ朝日系列 | 2020年10月11日 - 2022年3月27日 | 日曜 22:25 - 22:55 | 同時ネット |
| 広島県         | 広島ホームテレビ（HOME）     | テレビ朝日系列 | 2020年10月11日 - 2022年3月27日 | 日曜 22:25 - 22:55 | 同時ネット |
| 山口県         | 山口朝日放送（yab）          | テレビ朝日系列 | 2020年10月11日 - 2022年3月27日 | 日曜 22:25 - 22:55 | 同時ネット |
| 香川県・岡山県 | 瀬戸内海放送（KSB）          | テレビ朝日系列 | 2020年10月11日 - 2022年3月27日 | 日曜 22:25 - 22:55 | 同時ネット |
| 愛媛県         | 愛媛朝日テレビ（eat）        | テレビ朝日系列 | 2020年10月11日 - 2022年3月27日 | 日曜 22:25 - 22:55 | 同時ネット |
| 福岡県         | 九州朝日放送（KBC）          | テレビ朝日系列 | 2020年10月11日 - 2022年3月27日 | 日曜 22:25 - 22:55 | 同時ネット |
| 長崎県         | 長崎文化放送（ncc）          | テレビ朝日系列 | 2020年10月11日 - 2022年3月27日 | 日曜 22:25 - 22:55 | 同時ネット |
| 熊本県         | 熊本朝日放送（KAB）          | テレビ朝日系列 | 2020年10月11日 - 2022年3月27日 | 日曜 22:25 - 22:55 | 同時ネット |
| 大分県         | 大分朝日放送（OAB）          | テレビ朝日系列 | 2020年10月11日 - 2022年3月27日 | 日曜 22:25 - 22:55 | 同時ネット |
| 鹿児島県       | 鹿児島放送（KKB）            | テレビ朝日系列 | 2020年10月11日 - 2022年3月27日 | 日曜 22:25 - 22:55 | 同時ネット |
| 沖縄県         | 琉球朝日放送（QAB）          | テレビ朝日系列 | 2020年10月11日 - 2022年3月27日 | 日曜 22:25 - 22:55 | 同時ネット |

### 水曜（火曜深夜）時代
| 放送対象地域   | 放送局                       | 系列           | 放送日時                     | 放送期間                  | ネット状況 |
| -------------- | ---------------------------- | -------------- | ---------------------------- | ------------------------- | ---------- |
| 関東広域圏     | テレビ朝日（EX）             | テレビ朝日系列 | 水曜 0:15 - 0:45（火曜深夜） | 2020年04月01日 - 09月30日 | 制作局     |
| 青森県         | 青森朝日放送（ABA）          | テレビ朝日系列 | 水曜 0:15 - 0:45（火曜深夜） | 2020年04月01日 - 09月30日 | 同時ネット |
| 岩手県         | 岩手朝日テレビ（IAT）        | テレビ朝日系列 | 水曜 0:15 - 0:45（火曜深夜） | 2020年04月01日 - 09月30日 | 同時ネット |
| 秋田県         | 秋田朝日放送（AAB）          | テレビ朝日系列 | 水曜 0:15 - 0:45（火曜深夜） | 2020年04月01日 - 09月30日 | 同時ネット |
| 山形県         | 山形テレビ（YTS）            | テレビ朝日系列 | 水曜 0:15 - 0:45（火曜深夜） | 2020年04月01日 - 09月30日 | 同時ネット |
| 福島県         | 福島放送（KFB）              | テレビ朝日系列 | 水曜 0:15 - 0:45（火曜深夜） | 2020年04月01日 - 09月30日 | 同時ネット |
| 長野県         | 長野朝日放送（abn）          | テレビ朝日系列 | 水曜 0:15 - 0:45（火曜深夜） | 2020年04月01日 - 09月30日 | 同時ネット |
| 山口県         | 山口朝日放送（yab）          | テレビ朝日系列 | 水曜 0:15 - 0:45（火曜深夜） | 2020年04月01日 - 09月30日 | 同時ネット |
| 沖縄県         | 琉球朝日放送（QAB）          | テレビ朝日系列 | 水曜 0:15 - 0:45（火曜深夜） | 2020年04月01日 - 09月30日 | 同時ネット |
| 静岡県         | 静岡朝日テレビ（SATV）       | テレビ朝日系列 | 火曜 0:20 - 0:50（月曜深夜） | 2020年04月07日            | 遅れネット |
| 近畿広域圏     | 朝日放送テレビ（ABC）        | テレビ朝日系列 | 水曜 1:38 - 2:08（火曜深夜） | 2020年04月08日            | 遅れネット |
| 福岡県         | 九州朝日放送（KBC）          | テレビ朝日系列 | 土曜 0:20 - 0:50（金曜深夜） | 2020年04月11日            | 遅れネット |
| 熊本県         | 熊本朝日放送（KAB）          | テレビ朝日系列 | 日曜 0:40 - 1:10（土曜深夜） | 2020年04月12日            | 遅れネット |
| 新潟県         | 新潟テレビ21（UX）           | テレビ朝日系列 | 火曜 0:50 - 1:25（月曜深夜） | 2020年04月14日            | 遅れネット |
| 中京広域圏     | 名古屋テレビ（メ〜テレ/NBN） | テレビ朝日系列 | 水曜 0:15 - 0:45（火曜深夜） | 2020年04月15日            | 遅れネット |
| 長崎県         | 長崎文化放送（ncc）          | テレビ朝日系列 | 木曜 0:45 - 1:18（水曜深夜） | 2020年04月23日            | 遅れネット |
| 岡山県・香川県 | 瀬戸内海放送（KSB）          | テレビ朝日系列 | 日曜 0:10 - 0:40（土曜深夜） | 2020年06月07日            | 遅れネット |
| 石川県         | 北陸朝日放送（HAB）          | テレビ朝日系列 | 水曜 0:20 - 0:50（火曜深夜） | 2020年07月01日            | 遅れネット |
| 愛媛県         | 愛媛朝日テレビ（eat）        | テレビ朝日系列 | 月曜 0:40 - 1:10（日曜深夜） | 2020年07月20日            | 遅れネット |
| 大分県         | 大分朝日放送（OAB）          | テレビ朝日系列 | 火曜 0:50 - 1:20（月曜深夜） | 2020年07月28日            | 遅れネット |
| 広島県         | 広島ホームテレビ（HOME）     | テレビ朝日系列 | 日曜 0:10 - 0:40（土曜深夜） | 2020年08月09日            | 遅れネット |
| 福井県         | 福井放送（FBC）              | 日本テレビ系列 | 木曜 0:59 - 1:24（水曜深夜） | 2020年04月16日            | 遅れネット |
| 高知県         | 高知放送（RKC）              | 日本テレビ系列 | 火曜 0:54 - 1:19（月曜深夜） | 2020年07月                | 遅れネット |

### 火曜（月曜深夜）時代
| 放送対象地域   | 放送局                       | 系列           | 放送日時                     | ネット状況 | 備考      |
| -------------- | ---------------------------- | -------------- | ---------------------------- | ---------- | --------- |
| 関東広域圏     | テレビ朝日（EX）             | テレビ朝日系列 | 火曜 1:56 - 2:21（月曜深夜） | 制作局     | 制作局    |
| 青森県         | 青森朝日放送（ABA）          | テレビ朝日系列 | 火曜 0:45 - 1:15（月曜深夜） | 遅れネット |           |
| 宮城県         | 東日本放送（KHB）            | テレビ朝日系列 | 日曜 0:40 - 1:05（土曜深夜） | 遅れネット |           |
| 秋田県         | 秋田朝日放送（AAB）          | テレビ朝日系列 | 日曜 1:30 - 1:55（土曜深夜） | 遅れネット |           |
| 福島県         | 福島放送（KFB）              | テレビ朝日系列 | 月曜 0:59 - 1:24（日曜深夜） | 遅れネット |           |
| 新潟県         | 新潟テレビ21（UX）           | テレビ朝日系列 | 金曜 0:55 - 1:25（木曜深夜） | 遅れネット | [ 注 51 ] |
| 静岡県         | 静岡朝日テレビ（SATV）       | テレビ朝日系列 | 火曜 0:15 - 0:45（月曜深夜） | 遅れネット |           |
| 長野県         | 長野朝日放送（abn）          | テレビ朝日系列 | 火曜 1:20 - 1:45（月曜深夜） | 遅れネット |           |
| 石川県         | 北陸朝日放送（HAB）          | テレビ朝日系列 | 火曜 0:53 - 1:20（月曜深夜） | 遅れネット |           |
| 中京広域圏     | 名古屋テレビ（メ〜テレ/NBN） | テレビ朝日系列 | 水曜 0:18 - 0:48（火曜深夜） | 遅れネット |           |
| 近畿広域圏     | 朝日放送テレビ（ABC）        | テレビ朝日系列 | 木曜 1:39 - 2:09（水曜深夜） | 遅れネット |           |
| 岡山県・香川県 | 瀬戸内海放送（KSB）          | テレビ朝日系列 | 日曜 0:10 - 0:35（土曜深夜） | 遅れネット |           |
| 広島県         | 広島ホームテレビ（HOME）     | テレビ朝日系列 | 日曜 0:10 - 0:35（土曜深夜） | 遅れネット | [ 注 52 ] |
| 愛媛県         | 愛媛朝日テレビ（eat）        | テレビ朝日系列 | 日曜 0:10 - 0:35（土曜深夜） | 遅れネット |           |
| 山口県         | 山口朝日放送（yab）          | テレビ朝日系列 | 水曜 0:45 - 1:10（火曜深夜） | 遅れネット |           |
| 福岡県         | 九州朝日放送（KBC）          | テレビ朝日系列 | 木曜 1:25 - 1:55（水曜深夜） | 遅れネット |           |
| 長崎県         | 長崎文化放送（ncc）          | テレビ朝日系列 | 木曜 0:45 - 1:18（水曜深夜） | 遅れネット |           |
| 熊本県         | 熊本朝日放送（KAB）          | テレビ朝日系列 | 日曜 0:10 - 0:35（土曜深夜） | 遅れネット | [ 注 53 ] |
| 大分県         | 大分朝日放送（OAB）          | テレビ朝日系列 | 火曜 0:50 - 1:20（月曜深夜） | 遅れネット | [ 注 54 ] |
| 高知県         | 高知放送（RKC）              | 日本テレビ系列 | 火曜 0:54 - 1:19（月曜深夜） | 遅れネット | [ 注 55 ] |

- 不定期での放送局
  - 鹿児島県・鹿児島放送(KKB) 日曜午前や平日深夜で主に別番組の穴埋めとして放送。
- 過去の放送局
  - 宮城県・東日本放送(KHB) 日曜 0:40 - 1:10(土曜深夜)（2020年5月24日 - 6月28日）

## スタッフ
※=レギュラー版から加入
- ナレーション：相原嵩明（※）
- 構成：そーたに、中野俊成、池谷勇太、西村隆志、太崎泰義、植田将崇（※）
- カメラ：佐藤厚誠、山本健太（※）
- AUD：獄はる菜（※）
- ロゴ・デザイン：榛葉大介（第3回-、ODD JOB、第1,2回はCG）
- デスク：中川千波（※）
- 美術進行：入江大介
- 衣装︰永田瑞希（※）
- 編集：岩品博之、伊藤さやか、大久保愛里（※）
- MA：植木俊彦（第1,3回-）
- 音効：岡田淳一
- 編成：宇喜多宏美（※）、北見駿也（※）
- 宣伝：堀場綾枝子
- コンテンツ：荒木美住（※）
- 技術協力：スウィッシュ・ジャパン、麻布プラザ、東京オフラインセンター（東京→第2回-）
- AD：竹谷進之介（※）、石塚奈苗（※）
- アシスタントプロデューサー：反り目尚美（第2回-）、中田菜月
- ディレクター：松本夏、磯部修、武田聡志、田村秋男、小澤将（松本・磯部・小澤→※、武田→第2回-）
- プロデューサー：黒木明紀（※）
- プロデューサー・ディレクター：山本雅一（特番時は演出）
- ゼネラルプロデューサー：小島健嗣（※）
- 総合演出・エグゼクティブプロデューサー：加地倫三（第3回-、第1回はゼネラルプロデューサー、第2回はエグゼクティブプロデューサーのみ）
- 制作協力：NON PRO（※）
- 制作：テレビ朝日ビジネスソリューション本部 コンテンツ編成局第1制作部
- 制作著作：テレビ朝日

### 過去のスタッフ
- ナレーション：佐藤賢治（特番のみ）
- TD/SW：平間隆啓（第2回）
- SW：門倉秀樹（第1回、大クセはカメラ）
- カメラ：栗林克夫（第2回）
- VE：武藤康広（第1回）、澤田翔平（第2回）、渡部彪（第3回）
- 音声：村本達弥（第1,3回）
- AUD：長谷川新（第2回）、戸ノ崎沙綾（※）
- LD：山本美奈子（大クセ）、池谷祐介（第1回）、岩永智宏（第2,3回）
- 電飾：竹本武司（大クセ）、安井正（特番のみ）
- 美術・デザイン：小山晃弘（第1回は美術のみ）、豊田裕基（第1回）、濱野恭平（第2,3回）
- 大道具：鈴木美月（大クセ）、伊藤友太（特番のみ）
- MA：兒子仁（第2回）
- CG：オッドジョブ
- イラスト：リトルベア（第2回）
- 編成：吉冨大輔、田中真由子、秋谷祥加、新谷拓也、小宮立千、岡村地郎、米川宝、沢登孝介（田中〜沢登→共に※）
- 技術協力：共立（第1,2回）
- 協力：LOG ROAD DAIKANYAMA、新潮社（共に第1回）、JOY SOUND（第2回）
- TK：長谷川夏子（第2回）
- AD：鈴木雅人、青木もも、中村輝（共に第1回）、芝崎真寿美（第2回）、中壽賀智実、片岡千明、相場萌、菊地航平、宮城さんご、清水裕貴、髙岩萌加、石井雄介、金柊暘（中壽賀→第2回と※、片岡→第2回-、相場・菊地〜金→※）
- アシスタントプロデューサー：鈴木孝貴（第1回はプロデューサー）
- ディレクター：田中真之（大クセ）、平野隼人、安田太地、高橋佑輔（共に第1回）、浅野有紀（第2回）、渡邊桃子
- プロデューサー：北詰由賀（第1回）、山岡重樹
- 制作協力：THE WORKS（第1回）、WHOLE MAN、エヂカラ（共に※）

## DVD
第1弾
DISC1
- DAIGO'Sキッチン（2019年5月21日放送）
- ゴチをやります!（2019年4月9日放送）
- フルーツ千鳥（2019年10月22日放送）
- 全部嘘さ!!選手権（2019年9月17日放送）

DISC2
- 高級車＆冬服マジで買うど!!ガマンめしSP（2018年12月27日放送）

特典映像
- テレビ千鳥を見るんじゃ!!（完全撮り下ろし） - 千鳥自身が「DAIGO'Sキッチン」、「フルーツ千鳥」を見て撮影の裏話や反省点、新たな企画の構想を語り尽くした、ビジュアルコメンタリーを収録。

DISC1
- ノブのLemon緊急反省会（2019年8月27日放送）
- 広瀬すずに似合う服を買うんじゃ!!（2019年10月8日放送）
- 高級レストランに行きたいんじゃ!!（2019年11月19日放送）
- ノブの欲求不満を解消したいんじゃ!!（2019年5月28日放送）

DISC2
- Lemonを歌いたいんじゃ!!夏服を買いたいんじゃ!!SP（2019年8月15日放送）

特典映像
- テレビ千鳥を見るんじゃ!!（完全撮り下ろし） - 千鳥自身が「広瀬すずに似合う服を買うんじゃ!!」、「高級レストランに行きたいんじゃ!!」を見て撮影の裏話や反省点、新たな企画の構想を語り尽くした、ビジュアルコメンタリーを収録。

DISC1
- 佐藤健とガマンめし（2019年7月9日放送）
- 一番うめぇレモンサワーを作りたいんじゃ!!（2019年6月11日放送）
- 海に飛び込みたいんじゃ!!（2019年7月30日放送）
- 面白新キャラクターを作ろう!!（2019年4月16日放送）

DISC2
- DAIGO'Sキッチン クリスマスSP（2019年12月22日放送）

特典映像
- テレビ千鳥を見るんじゃ!!（完全撮り下ろし） - 千鳥自身が「佐藤健とガマンめし」、「一番うめぇレモンサワーを作りたいんじゃ!!」を見て撮影の裏話や反省点、新たな企画の構想を語り尽くした、ビジュアルコメンタリーを収録。

第2弾
DISC1
- DAIGO'Sキッチン2（2019年7月2日放送）
- 花冠を作りたいんじゃ!!（2020年7月8日放送）
- かまいたちが心配なんじゃ!!（2020年9月9日放送）
- でん悟ろう先生の科学実験ショー（2020年2月18日放送）

DISC2
- 顔面テープ選手権（2020年7月22日放送）
- 出張!!顔面テープ選手権（2020年11月29日放送）

特典映像
- テレビ千鳥を見るんじゃ!!（完全撮り下ろし） - 千鳥自身が「花冠を作りたいんじゃ!!」、「かまいたちが心配なんじゃ!!」を見て撮影の裏話や反省点、新たな企画の構想を語り尽くした、ビジュアルコメンタリーを収録。

DISC1
- 人気ブラジャー当てるまで帰れま3（2020年11月15日放送）
- アメトーーク!大反省会（2020年7月1日放送）
- ノブが頑張る姿を見たいんじゃ!! 演技編（2020年4月1日放送）
- 日サロで黒く焼きたいんじゃ!（2019年5月14日放送）

DISC2
- ノブに香水を歌わせたいんじゃ!!（2020年10月18日放送）
- ノブに香水を歌わせたいんじゃ!! 完結編（2020年10月25日放送）

特典映像
- テレビ千鳥を見るんじゃ!!（完全撮り下ろし） - 千鳥自身が「人気ブラジャー当てるまで帰れま3」、「ノブが頑張る姿を見たいんじゃ!! 演技編」を見て撮影の裏話や反省点、新たな企画の構想を語り尽くした、ビジュアルコメンタリーを収録。

DISC1
- こっそりシュワちゃん選手権（2021年1月17日放送）
- ガマンFUJIYAMA（2019年4月4日放送）
- 面白新キャラクターを作ろう!! おっさん芸人応援宣言（2021年3月7日放送）
- 格付けをチェックしたいんじゃ!!（2020年4月8日放送）

DISC2
- ガマンすず（2021年3月14日放送）

特典映像
- テレビ千鳥を見るんじゃ!!（完全撮り下ろし） - 千鳥自身が「こっそりシュワちゃん選手権」、「面白新キャラクターを作ろう!! おっさん芸人応援宣言」を見て撮影の裏話や反省点、新たな企画の構想を語り尽くした、ビジュアルコメンタリーを収録。